# Gare de Berlin-Adlershof
La gare de Berlin-Adlershof est une gare ferroviaire à Berlin, dans le quartier de Adlershof. Elle se trouve sur la ligne de Berlin à Görlitz, au nord du croisement de Grünau (de) avec la ligne de la grande ceinture de Berlin.

## Histoire
Avant la construction d'une gare, il y avait deux arrêts sur la ligne de Görlitz. Une gare est prévue à Adlershof en 1876. Le volume de passagers augmente si vite, que déjà en 1874 deux plates-formes latérales sont construites. Le 8 janvier 1894, un bâtiment d'accueil à la nouvelle station Adlershof-Glienicke ouvre et la halte de Glienicke est abandonnée.
Avec la création du canal de Teltow de 1900 à 1906, il y a d'importantes rénovations et une augmentation de l'industrie. En 1905 commencent des travaux de reconstruction dans le cadre du passage de la ligne de Görlitz dans un tunnel. En 1907, deux plates-formes moyennes, une pour les voies ferrées de banlieue et l'autre pour le trafic de longue distance, voient le jour. Dans le même temps commence la construction au nord de Adlershof du dépôt de Berlin-Schöneweide.
En 1909, le tramway d'Adlershof-Altglienicke (de) ouvre. En 1912, le tramway d'Adlershof-Altglienicke est suivi par le tramway de Cöpenick. Ce n'est qu'avec l'établissement du tramway de Berlin en 1920-1921 que les deux voies sont reliées en une ligne commune.
Avec l'électrification de la ligne de banlieue en 1928, l'énergie arrive le 6 novembre 1928 à Adlershof. En janvier 1935, la gare prend simplement le nom de gare d'Adlershof.
Le 29 septembre 1957, la plateforme de la ligne principale est abandonnée puis démolie. L'ancien bâtiment d'accueil, qui se trouvait à peu près à la hauteur du tunnel piétonnier au sud, est démoli en 1964. Les travaux de transformation, au cours desquels, en 1960, on utilisa de nouvelles superstructures de ponts sur la Rudower Chaussee, apportent une nouvelle disposition des entrées. Le nouveau bâtiment d'accueil est bâti à l'angle Dörpfeldstraße/Rudower Chaussee. Le 7 octobre 1969, l'ouverture du bâtiment conçu par les architectes Horst Schubert et Manfred Gross a lieu.
Avec l'établissement du WISTA (de) à Adlershof en 1992, on veut une station moderne puissante. De premiers plans sont faits en 1996 et le 5 septembre 2002, la conception de la nouvelle gare est achevée. Cependant, la conversion prévue de 2003 à 2006 est reportée à plusieurs reprises.
De 2006 à 2010, sept ponts et trois gares de la ligne de Berlin à Görlitz sont modernisés ou reconstruits dans le cadre d'un grand projet. Les travaux à la gare d'Adlershof se déroulent de juillet 2006 à novembre 2011. Les ponts, les halls de réception, les escaliers et la plate-forme sont complètement remplacés par de nouveaux bâtiments. Les ponts sur la Rudower Chaussee sont élargis de 36 à 54 mètres de sorte que les tramways et les bus peuvent passer dessous.
Lors de la reconstruction de la gare, l'arrêt de tram est temporairement déplacé. L'extension du tramway sur la bande médiane de la Rudower Chaussee à l'ouest de la Karl-Ziegler-Straße ouvre le 4 septembre 2011, la boucle tournante située à la gare est conservée à des fins opérationnelles. Depuis lors, les lignes de bus venant de la Rudower Chaussee sont amenées sur la ligne de tramway peu avant la gare pour soulager la voie de circulation.
La nouvelle plate-forme ouvre le 15 juillet 2009. Le tunnel d'accès sud est prolongé jusqu'à Adlergestell et la nouvelle sortie est ouverte le 11 novembre 2010. Les travaux de construction du passage souterrain devaient à l'origine être achevés fin 2010, mais ils prennent fin le 30 novembre 2011.

## Service des voyageurs

### Intermodalité
La gare est en correspondance avec les omnibus et le tramway de la Berliner Verkehrsbetriebe des lignes suivantes :
- Tramway
  - 61 Adlershof, Karl Ziegler Straße – Rahnsdorf/Waldschänke
  - 63 Adlershof, Karl Ziegler Straße – S Adlershof – S Köpenick – Mahlsdorf-Süd
- Bus
  - 162 S Adlershof – U Rudow
  - 163 S Flughafen Berlin Schönefeld – S Adlershof – S Schöneweide/Sterndamm
  - 164 Flughafen Schönefeld Terminal – S Adlershof – S Kaulsdorf
  - 260 S Adlershof – U Rudow via Altglienicke
  - N60 S Adlershof – Flughafen Schönefeld
  - N65 S Hackescher Markt – S Adlershof – Köpenick, Müggelschlößchenweg
  - N68 S Adlershof – Alt Schmöckwitz